# Срђан Бабић
Срђан Бабић (Бања Лука, 22. април 1996) српски је фудбалер. Игра на месту централног бека, а тренутно наступа за Спартак из Москве и репрезентацију Србије.

## Клупска каријера
Бабић је фудбалом почео да се бави у бањалучком Борцу, али је као велики таленат са 15 година стигао у Војводину и тамо прошао њену омладинску школу. За први тим „Воше” је дебитовао у Суперлиги са непуних 18 година. Као 18-годишњак је био стандардан током пролећног дела сезоне 2013/14. у Војводини, постигао чак и гол у за тријумф у финалу Купа Србије против Јагодине и био у тиму сезоне Суперлиге. Током сезоне 2014/15, Бабић је био стандардан у Војводини и одиграо је 27 утакмица у свим такмичењима.
Уследило је Светско првенство 2015. на Новом Зеланду, на којем је Бабић као стартни штопер освојио светску титулу са репрезентацијом Србије до 20 година. Након првенства, Бабић је потписао уговор са Реал Сосиједадом. Првобитно је био прикључен Б тиму клуба из Сан Себастијана, где је у сезони 2015/16. одиграо 31 меч и дао три гола. Шансу у првом тиму није добио ни следеће сезоне, већ је послат на позајмицу у шпанског друголигаша Реус, у којем је одиграо 11 лигашких мечева у сезони 2016/17. У јулу 2017. Бабић долази на једногодишњу позајмицу у Црвену звезду. У јануару 2018, Звезда је откупила Бабићев уговор од Реал Сосиједада. Са Црвеном звездом је освојио три титуле првака Србије (2018, 2019, 2020).
Крајем августа 2020. је отишао на позајмицу у португалски Фамаликао до краја 2020/21. сезоне. Почео је сезону 2021/22. у Црвеној звезди, наступио је на три утакмице, након чега је 30. августа 2021. прослеђен на једногодишњу позајмицу у шпанског друголигаша Алмерију. Био је стандардан првотимац Алмерије у такмичарској 2021/22. у којој је клуб изборио повратак у Примеру. Заједно са саиграчем Умаром Садиком уврштен је у идеални тим шпанске Сегунде. У јуну 2022. године, Алмерија је откупила Бабића од Црвене звезде.

## Репрезентација
У јуну 2019. године, селектор младе репрезентације Србије Горан Ђоровић је уврстио Бабића  на коначни списак играча за Европско првенство 2019. године у Италији и Сан Марину. Србија је завршила такмичење већ у групној фази са три пораза из три утакмице. Бабић је прву утакмицу против Аустрије преседео на клупи, док је на друга два меча против Немачке и Данске одиграо по 90. минута.

## Статистика

### Клупска
Ажурирано на крају сезоне 2022/23.
| Клуб                  | Сезона   | Лига                  | Лига    | Лига   | Национални куп | Национални куп | Европа  | Европа | Остало  | Остало | Укупно  | Укупно |
| Клуб                  | Сезона   | Ранг                  | Наступа | Голова | Наступа        | Голова         | Наступа | Голова | Наступа | Голова | Наступа | Голова |
| --------------------- | -------- | --------------------- | ------- | ------ | -------------- | -------------- | ------- | ------ | ------- | ------ | ------- | ------ |
|                       |          |                       |         |        |                |                |         |        |         |        |         |        |
| Војводина             | 2013/14. | Суперлига Србије      | 8       | 0      | 3              | 1              | 0       | 0      | —       | —      | 11      | 1      |
| Војводина             | 2014/15. | Суперлига Србије      | 24      | 0      | 2              | 0              | 1       | 0      | —       | —      | 27      | 0      |
| Војводина             | Укупно   | Укупно                | 32      | 0      | 5              | 1              | 1       | 0      | —       | —      | 38      | 1      |
|                       |          |                       |         |        |                |                |         |        |         |        |         |        |
| Реал Сосиједад Б      | 2015/16. | Трећа лига Шпаније    | 31      | 3      | —              | —              | —       | —      | —       | —      | 31      | 3      |
|                       |          |                       |         |        |                |                |         |        |         |        |         |        |
| Реус (позајмица)      | 2016/17. | Друга лига Шпаније    | 11      | 1      | 1              | 0              | —       | —      | —       | —      | 12      | 1      |
|                       |          |                       |         |        |                |                |         |        |         |        |         |        |
| Црвена звезда         | 2017/18. | Суперлига Србије      | 25      | 1      | 2              | 0              | 3       | 0      | —       | —      | 30      | 1      |
| Црвена звезда         | 2018/19. | Суперлига Србије      | 21      | 3      | 5              | 0              | 6       | 0      | —       | —      | 32      | 3      |
| Црвена звезда         | 2019/20. | Суперлига Србије      | 11      | 3      | 2              | 0              | 4       | 0      | —       | —      | 17      | 3      |
| Црвена звезда         | 2021/22. | Суперлига Србије      | 3       | 0      | 0              | 0              | 0       | 0      | —       | —      | 3       | 0      |
| Црвена звезда         | Укупно   | Укупно                | 60      | 7      | 9              | 0              | 13      | 0      | —       | —      | 82      | 7      |
|                       |          |                       |         |        |                |                |         |        |         |        |         |        |
| Фамаликао (позајмица) | 2020/21. | Прва лига Португалије | 27      | 1      | 2              | 0              | —       | —      | —       | —      | 29      | 1      |
|                       |          |                       |         |        |                |                |         |        |         |        |         |        |
| Алмерија (позајмица)  | 2021/22. | Ла лига               | 37      | 1      | 3              | 0              | —       | —      | —       | —      | 40      | 1      |
|                       |          |                       |         |        |                |                |         |        |         |        |         |        |
| Алмерија              | 2022/23. | Ла лига               | 34      | 3      | 0              | 0              | —       | —      | —       | —      | 34      | 3      |
| Алмерија              | 2023/24. | Ла лига               | 1       | 0      | 0              | 0              | —       | —      | —       | —      | 1       | 0      |
| Алмерија              | Укупно   | Укупно                | 35      | 3      | 0              | 0              | —       | —      | —       | —      | 35      | 3      |
|                       |          |                       |         |        |                |                |         |        |         |        |         |        |
| Каријера              | Каријера | Каријера              | 127     | 8      | 15             | 1              | 14      | 0      | —       | —      | 157     | 8      |
|                       |          |                       |         |        |                |                |         |        |         |        |         |        |

### Репрезентативна
Ажурирано 16. јуна 2023.
| Репрезентација | Година | Наступи | Голови |
| -------------- | ------ | ------- | ------ |
| Србија         | 2022.  | 3       | 0      |
| Србија         | 2023.  | 1       | 0      |
| Србија         | 2024.  | 4       | 0      |
| Укупно         | Укупно | 8       | 0      |

## Трофеји

### Војводина
- Куп Србије (1): 2013/14.

### Црвена звезда
- Суперлига Србије (3): 2017/18, 2018/19, 2019/20.

## Одликовања
- Медаља заслуга за народ (Република Српска)[23]